# Habenaria stenochila
Espèce
Synonymes
- Habenella stenochila (Lindl.) Szlach. & Kras-Lap.[1]
- Platantheroides stenochila (Lindl.) Szlach.[1]

Habenaria stenochila Lindl. est une espèce de plantes de la famille des Orchidaceae et du genre Habenaria, endémique d'Afrique centrale.

## Description
Habenaria stenochila est une plante sans tubercule, mais avec des racines groupées. Sa tige, le long de laquelle peuvent pousser 8 à 12 feuilles, peut atteindre 48 cm. Ses inflorescences mesurent entre 5 et 9,5 cm et portent jusqu'à 20 fleurs de couleur blanche.

## Habitat et distribution
Habenaria stenochila est une plante terrestre ou épiphyte qui pousse dans les forêts le long des rivières dans une région qui s'étend du Tchad au Congo.